# De Crew
I De Crew sono un gruppo musicale hardcore formatosi nel 1991 a Milano.
Nel 2011 hanno festeggiato il ventesimo anniversario di attività in un concerto al Bloom di Mezzago, in occasione di tale evento hanno reso disponibile gratuitamente dal loro sito un album di inediti in collaborazione con molti artisti tra cui Punkreas, La Crisi, intitolato I Survived 20 Years of Decrew.

## Influenze
MDC, 7 Seconds, Dirty Rotten Imbeciles, Bad Religion

## Formazione
- Checco "the faino"- voce
- Ciano - chitarra
- Fede - chitarra
- Rickysad - basso
- Guido - batteria

## Discografia

### Album
- 1997 - Slackers (Riot Records n. 001)
- 2001 - As You Teach Me (Ammonia Records/v2)
- 2002 - As You (Re) Teach Me (Ammonia Records/v2)
- 2003 - Green as I Wish (Ammonia Records/v2)
- 2006 - Dynamics of Human Behavior (Ammonia Records)
- 2011 - I Survived 20 Years of Decrew (download gratuito)

### EP
- 2010 - When Nobody Shaves (Ammonia Records)